# نگاشت عمق
نقشه یا عمق (در انگلیسی:Depth map) یک تصویر یا کانال تصویری است که حاوی اطلاعات مربوط به فاصله سطوح اشیاء صحنه از دیدگاه است. این اصطلاح مربوط به و ممکن است شبیه به بافر عمق، بافر زد بافر و عمق Z باشد. "Z" در این اصطلاحات اخیر مربوط به یک قرارداد است که محور دید مرکزی یک دوربین در جهت محور Z دوربین است و نه به محور Z مطلق یک صحنه.

## نمونه‌ها

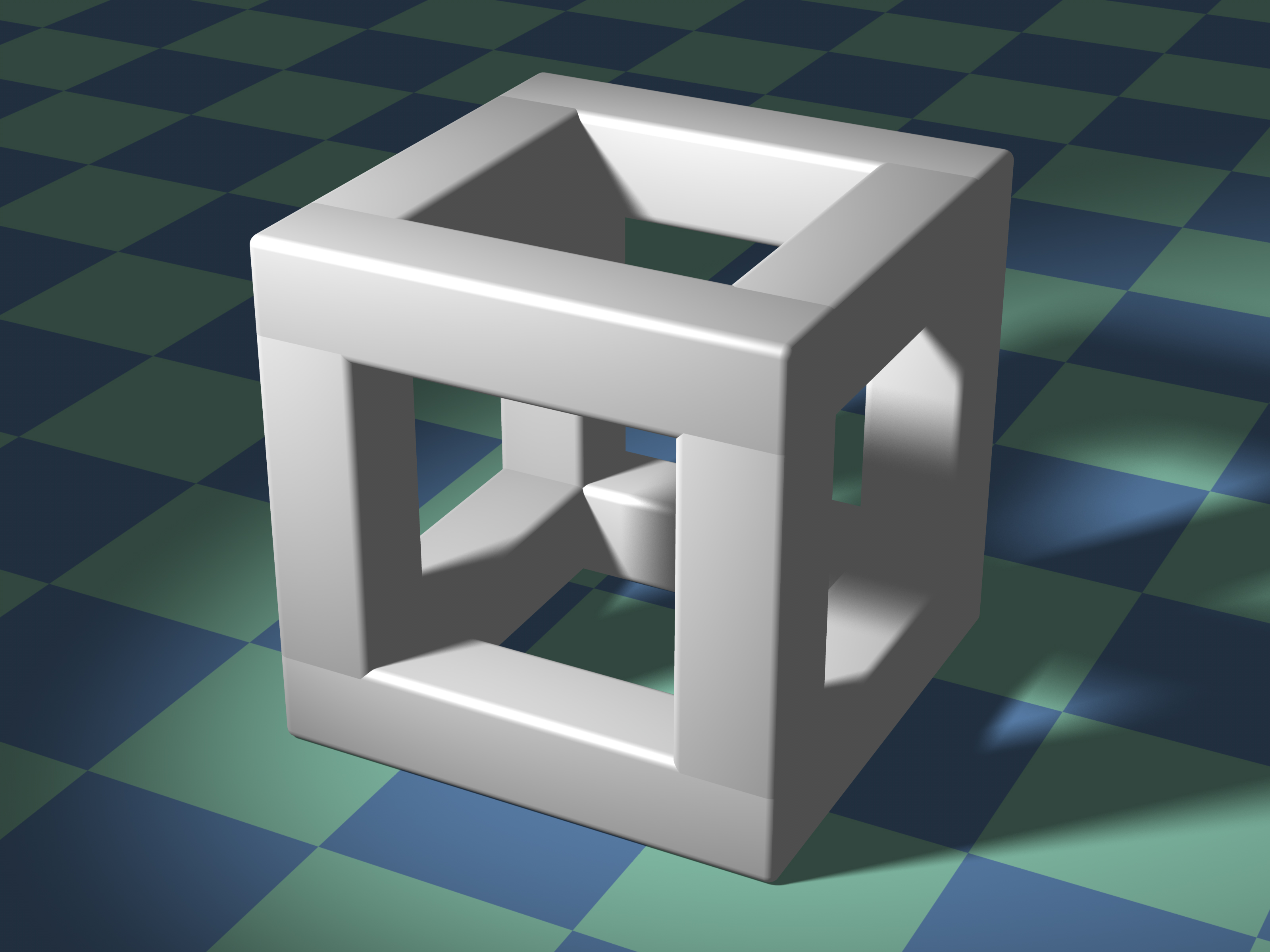
ساختار مکعب
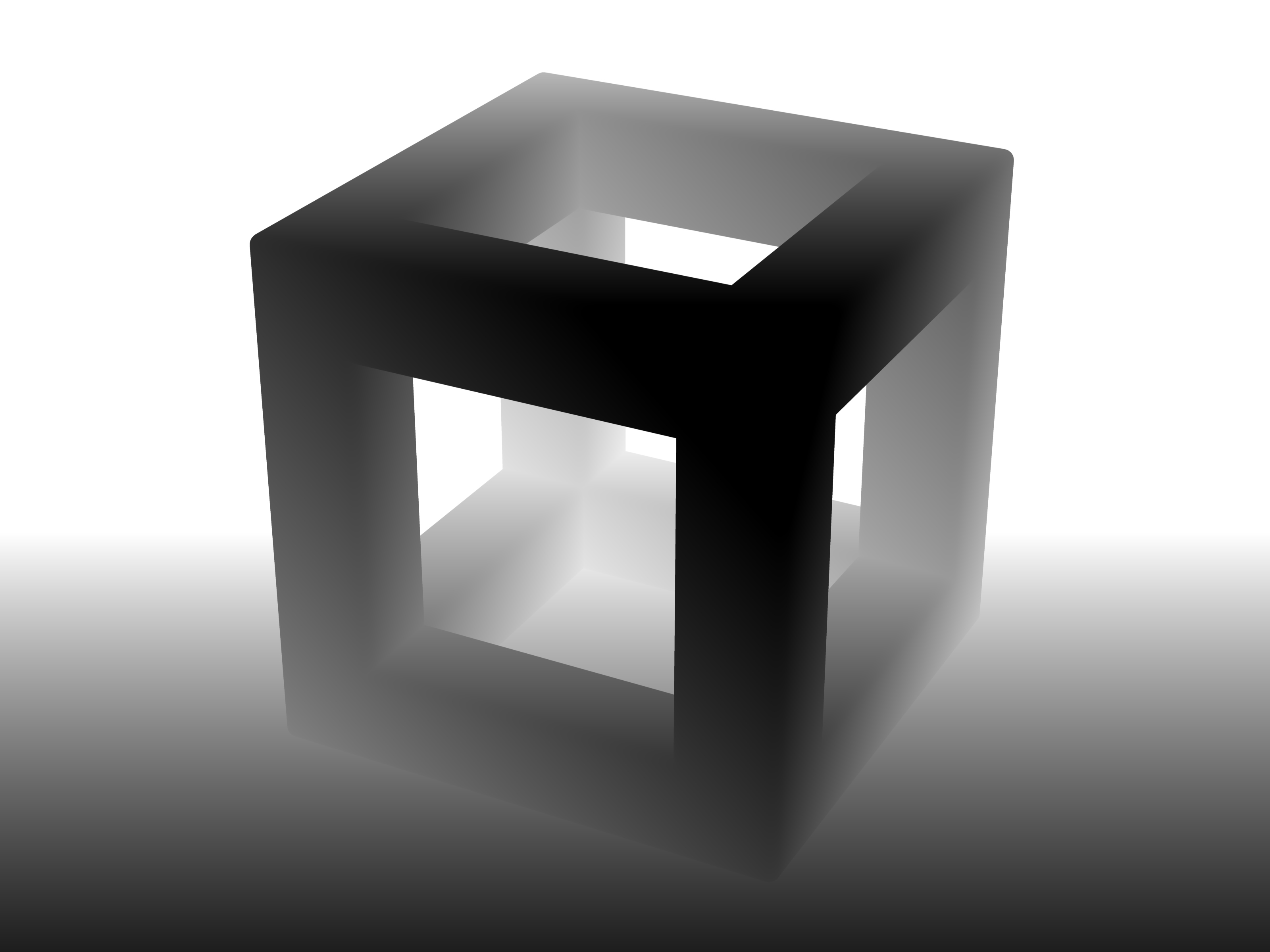
نقشه عمق: نزدیکتر تاریک تر است
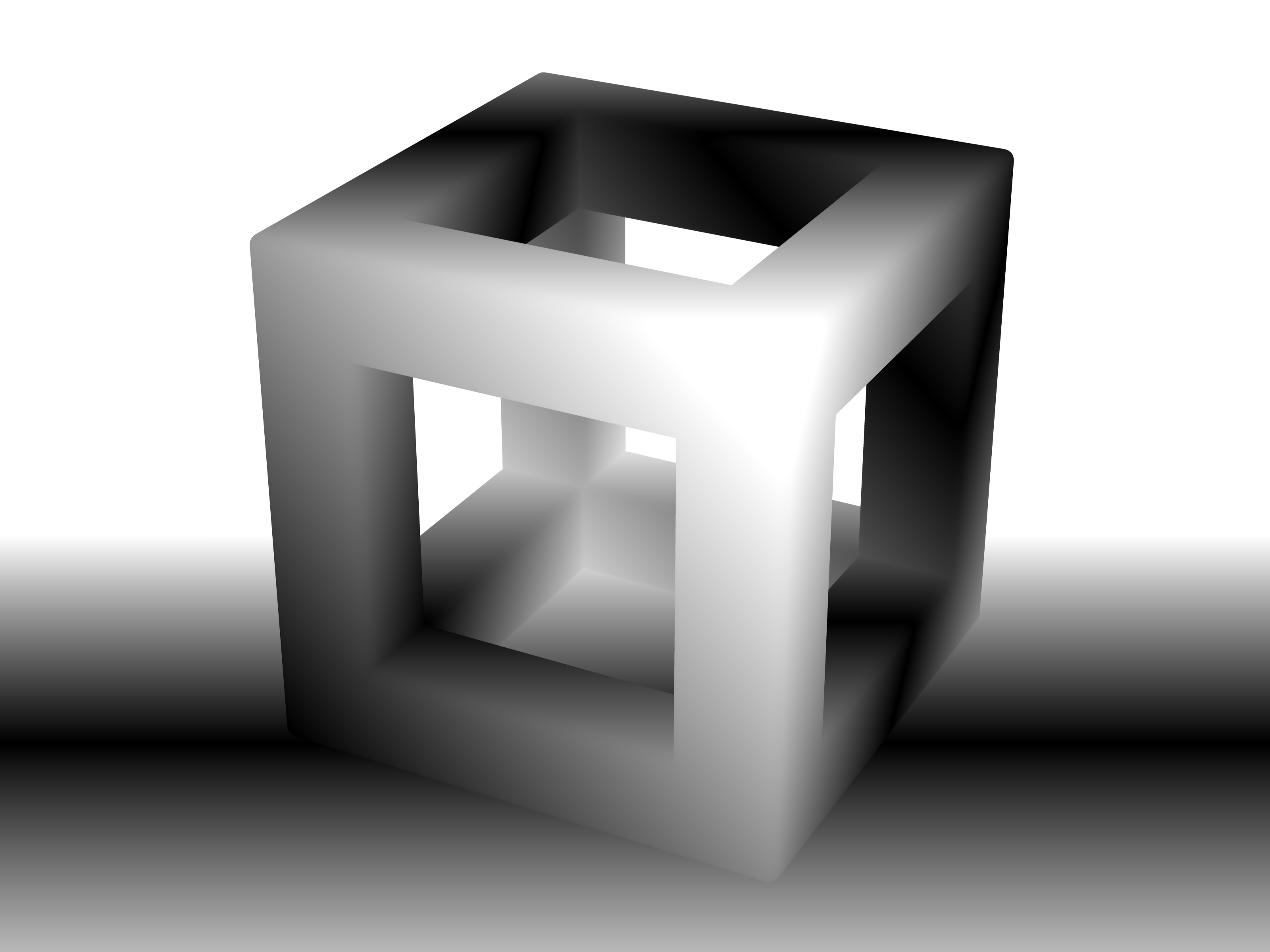
نقشه عمق: نزدیکتر هواپیمای کانونی تیره تر است

دو نقشه با عمق متفاوت را می‌توان در اینجا، همراه با مدل اصلی که از آنها مشتق شده‌است، مشاهده کرد. نقشه عمق اول، درخشندگی را متناسب با فاصله از دوربین نشان می‌دهد. سطوح نزدیک تر تیره‌تر است. سطوح بیشتر سبک‌تر است. نقشه عمق دوم درخشندگی در رابطه با مسافت‌های یک صفحه کانونی اسمی را نشان می‌دهد. سطوح نزدیک به صفحه کانونی تیره‌تر هستند. سطوح بیشتر از صفحه کانونی سبک‌تر است، (هر دو از دید نزدیکتر و همچنین از دید دورتر هستند). 

## استفاده
نقشه‌های عمق شامل موارد زیر است،

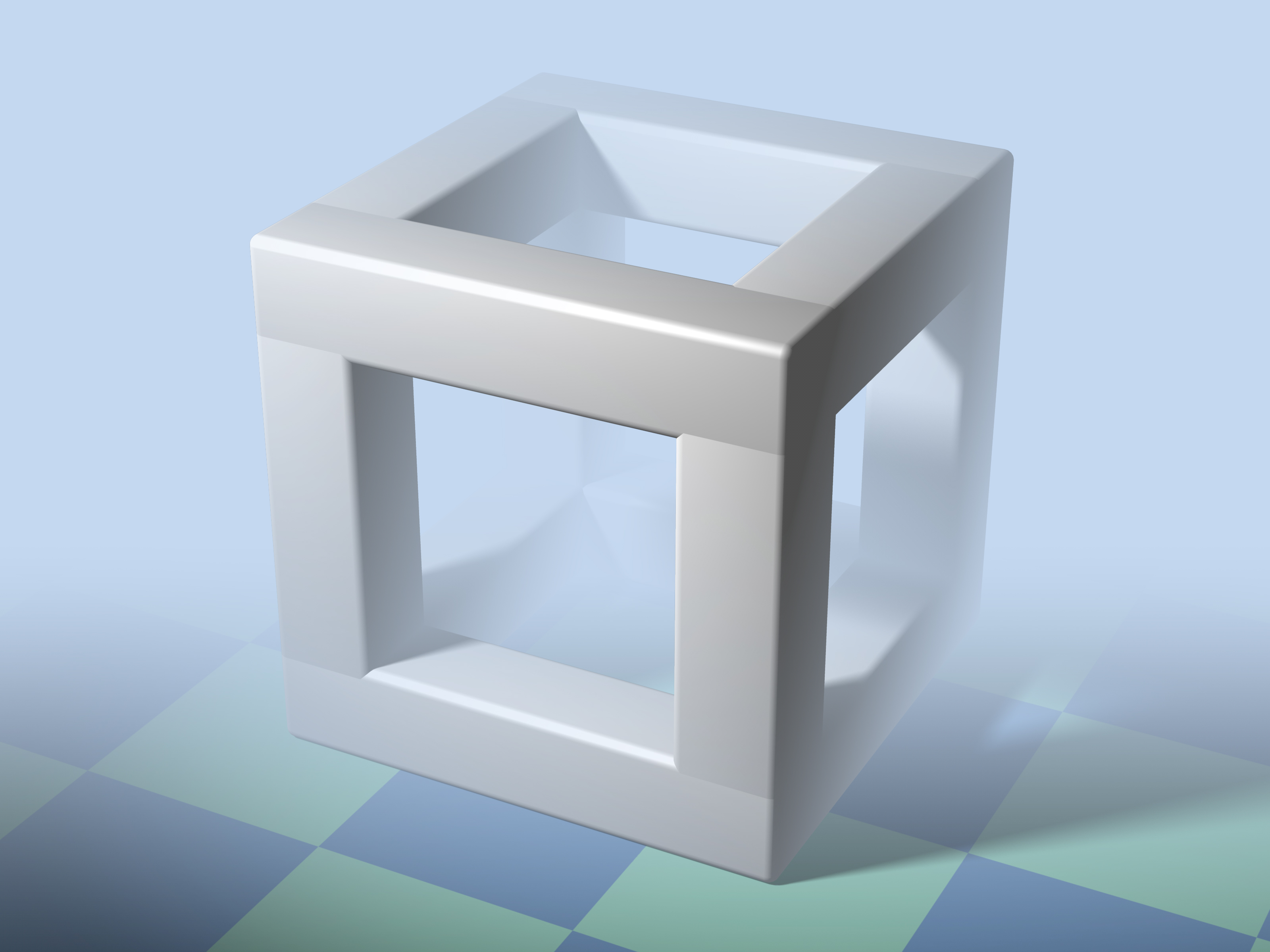
اثر مه

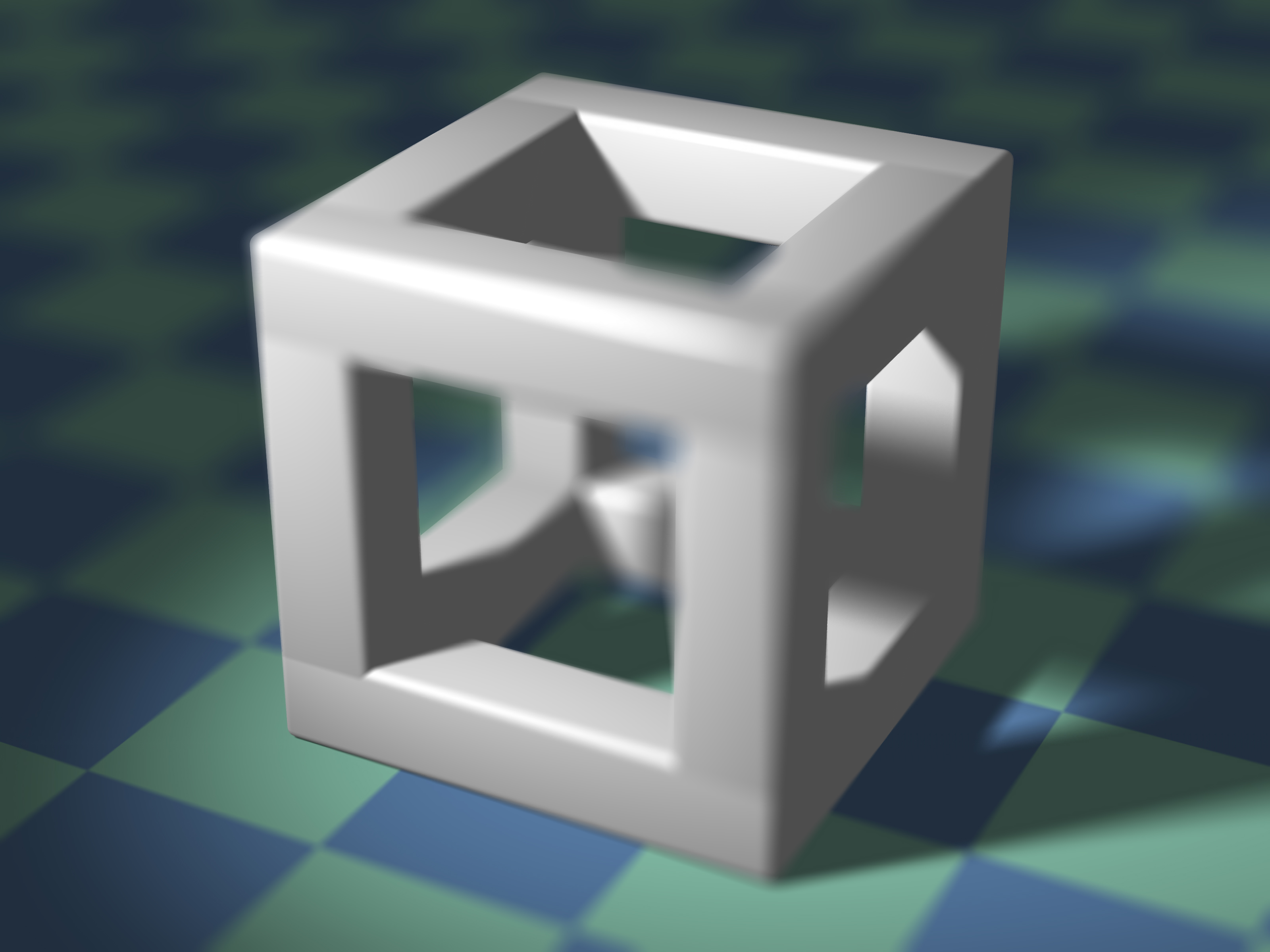
عمق کم عمق اثر میدانی

- شبیه‌سازی اثر رسانه‌های نیمه شفاف یکنواخت متراکم در یک صحنه - مانند مه، دود یا حجم زیادی از آب.
- شبیه‌سازی عمق‌های کم عمق میدان - جایی که به نظر می‌رسد برخی از قسمت‌های صحنه از کانون توجه برخوردار نیستند. از نقشه‌های عمق می‌توان برای تار کردن انتخابی در درجات مختلف استفاده کرد. عمق میدان کم عمق می‌تواند یک ویژگی عکاسی ماکرو باشد و بنابراین این تکنیک ممکن است بخشی از روند جعل مینیاتور را تشکیل دهد.
- Z-buffering و z-culling، تکنیکی است که می‌تواند برای کارآمد تر کردن صحنه‌های سه بعدی استفاده کند. آنها می‌توانند مورد استفاده قرار گیرند تا اشیاء پنهان از منظره پنهان شوند و از این رو ممکن است برای برخی اهداف ارائه نادیده گرفته شوند. این امر به ویژه در برنامه‌های زمان واقعی مانند بازی‌های رایانه ای، جایی که موفقیت سریع رندرهای تکمیل شده باید به موقع در دسترس باشد تا با سرعت ثابت و ثابت نمایش داده شود، بسیار مهم است.
- نقشه‌برداری Shadow - بخشی از فرآیندی است که برای ایجاد سایه‌های بازیابی شده توسط نور در گرافیک‌های رایانه ای سه بعدی استفاده می‌شود. در این استفاده نقشه‌های عمق از منظر چراغها محاسبه می‌شوند نه بیننده.
- به منظور ارائه اطلاعات از راه دور مورد نیاز برای ایجاد و تولید خودبرجسته‌نما با و در سایر برنامه‌های مرتبط در نظر گرفته شده برای ایجاد توهم از 3D مشاهده از طریق استروسکوپی.
- پراکندگی زیرسطحی - با شبیه‌سازی خصوصیات نیمه شفاف مواد شفاف مانند پوست انسان، می‌تواند به عنوان بخشی از فرایند اضافه کردن واقع گرایانه مورد استفاده قرار گیرد.
- در دید رایانه نقشه‌های عمق تصاویر تک دید یا چند منظره یا انواع دیگر تصاویر برای مدل‌سازی اشکال سه بعدی یا بازسازی آنها استفاده می‌شود.[۲] نقشه‌های عمق می‌توانند توسط اسکنرهای سه بعدی تولید شوند[۳] یا[۴] از چندین تصویر بازسازی شوند.[۵]
- در ماشین بینایی و دید رایانه ای، اجازه می‌دهد تا تصاویر سه بعدی توسط ابزارهای تصویر ۲ بعدی پردازش شوند.

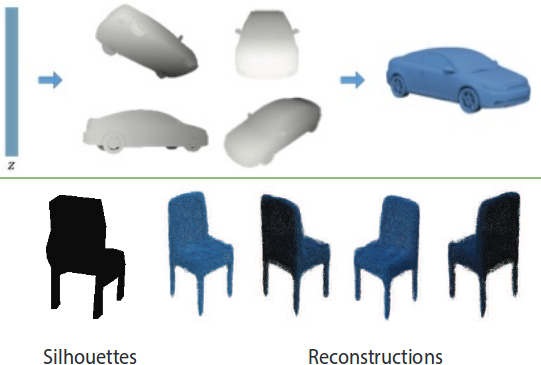
تولید و بازسازی اشکال سه بعدی از نقشه‌های عمق یک یا چند منظره یا شباهت‌ها در ماشین بینایی و دید رایانه ای، اجازه می‌دهد تا تصاویر سه بعدی توسط ابزارهای تصویر ۲ بعدی پردازش شوند.

## برای مطالعهٔ بیشتر
- نقشه‌های عمق تک کانال، اولین سطح دیده شده را ضبط می‌کنند، بنابراین نمی‌توان اطلاعات مربوط به آن سطوح دیده شده یا عیوب را از طریق اشیاء شفاف، یا در آینه‌ها منعکس کرد. این می‌تواند استفاده از آنها در شبیه‌سازی دقیق عمق میدان یا اثرات مه را محدود کند.
- نقشه‌های عمق یک کانال نمی‌توانند چندین مسافت را در جایی که در نمای یک پیکسل قرار دارند ، انتقال دهند. این ممکن است در جایی رخ دهد که بیش از یک شیء مکان آن پیکسل را اشغال کند. به عنوان مثال با مدل‌هایی که مو، خز یا چمن دارند می‌تواند این مورد باشد. به‌طور کلی، لبه‌های اشیاء ممکن است مبهم توصیف شوند در جایی که بخشی از پیکسل را پوشش می‌دهند.
- بسته به استفاده در نظر گرفته شده از نقشه عمق، ممکن است رمزگذاری نقشه در عمق بیت بالاتر مفید یا لازم باشد. به عنوان مثال، یک نقشه با عمق ۸ بیتی فقط می‌تواند طیف وسیعی تا ۲۵۶ مسافت مختلف را نشان دهد.
- بسته به نحوه تولید آنها، نقشه‌های عمق ممکن است فاصله عمود بین یک جسم و صفحه دوربین صحنه را نشان دهند. به عنوان مثال، یک دوربین صحنه ای که مستقیماً به سطح صاف - و عمود بر - نشان می‌دهد، ممکن است فاصله یکنواخت برای کل سطح را ثبت کند. در این حالت، از نظر هندسی، فاصله واقعی از دوربین تا مناطقی از سطح هواپیما که در گوشه‌های تصویر دیده می‌شود، بیشتر از مسافت‌ها تا ناحیه مرکزی است. با این حال، برای بسیاری از برنامه‌ها، این اختلاف نظر قابل توجهی نیست.